# Voyah

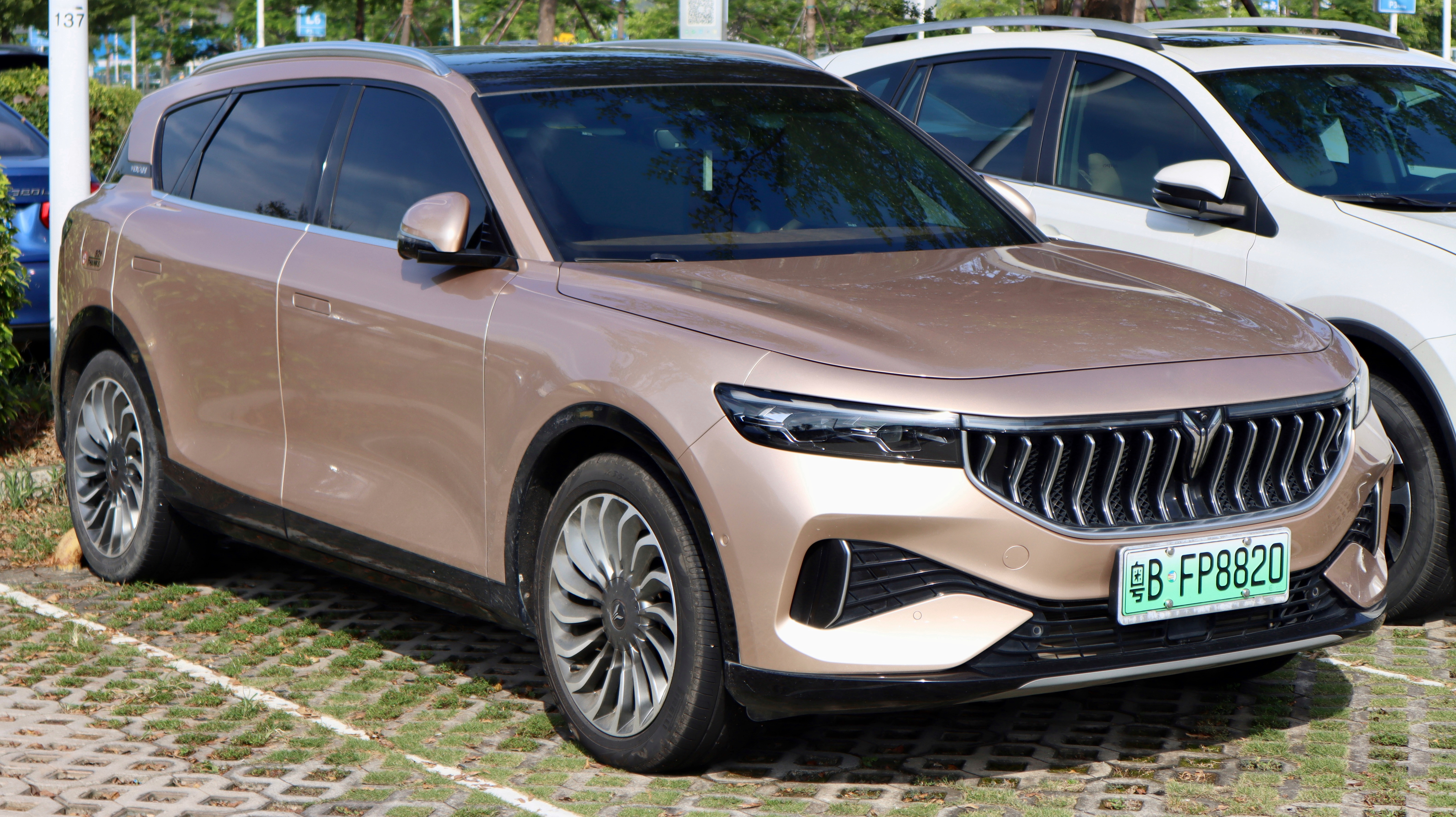
Voyah Free (2021)

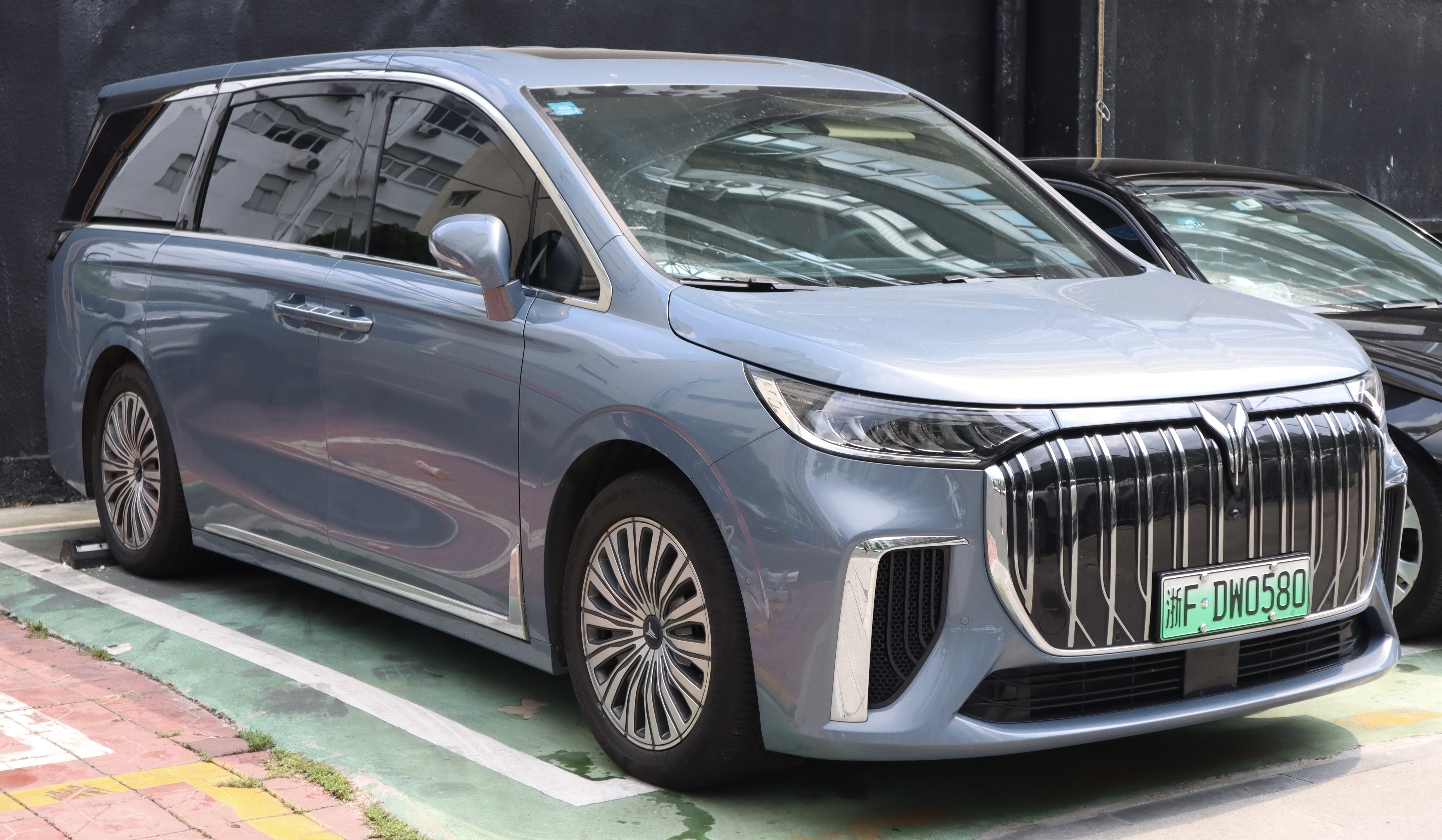
Voyah Dreamer (2022)

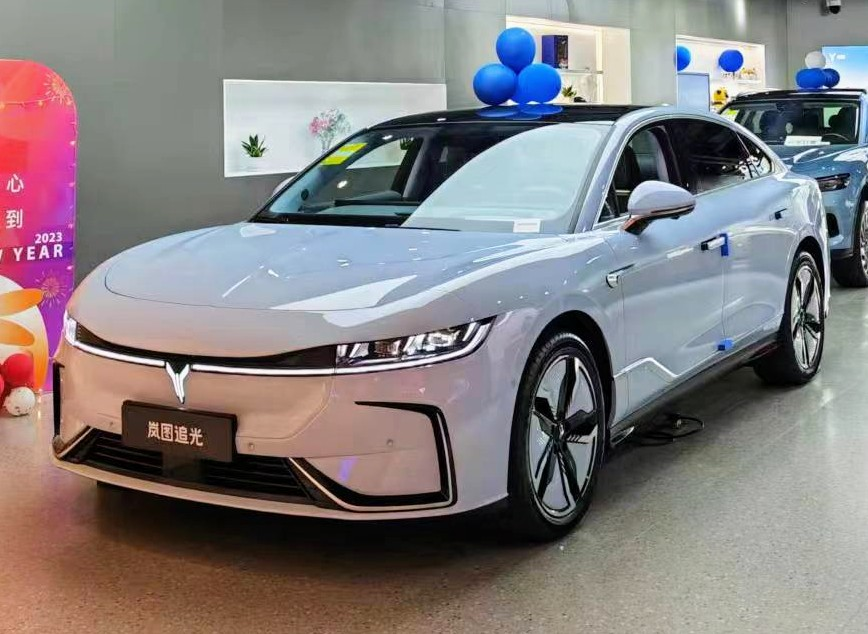
Voyah Passion (2022)

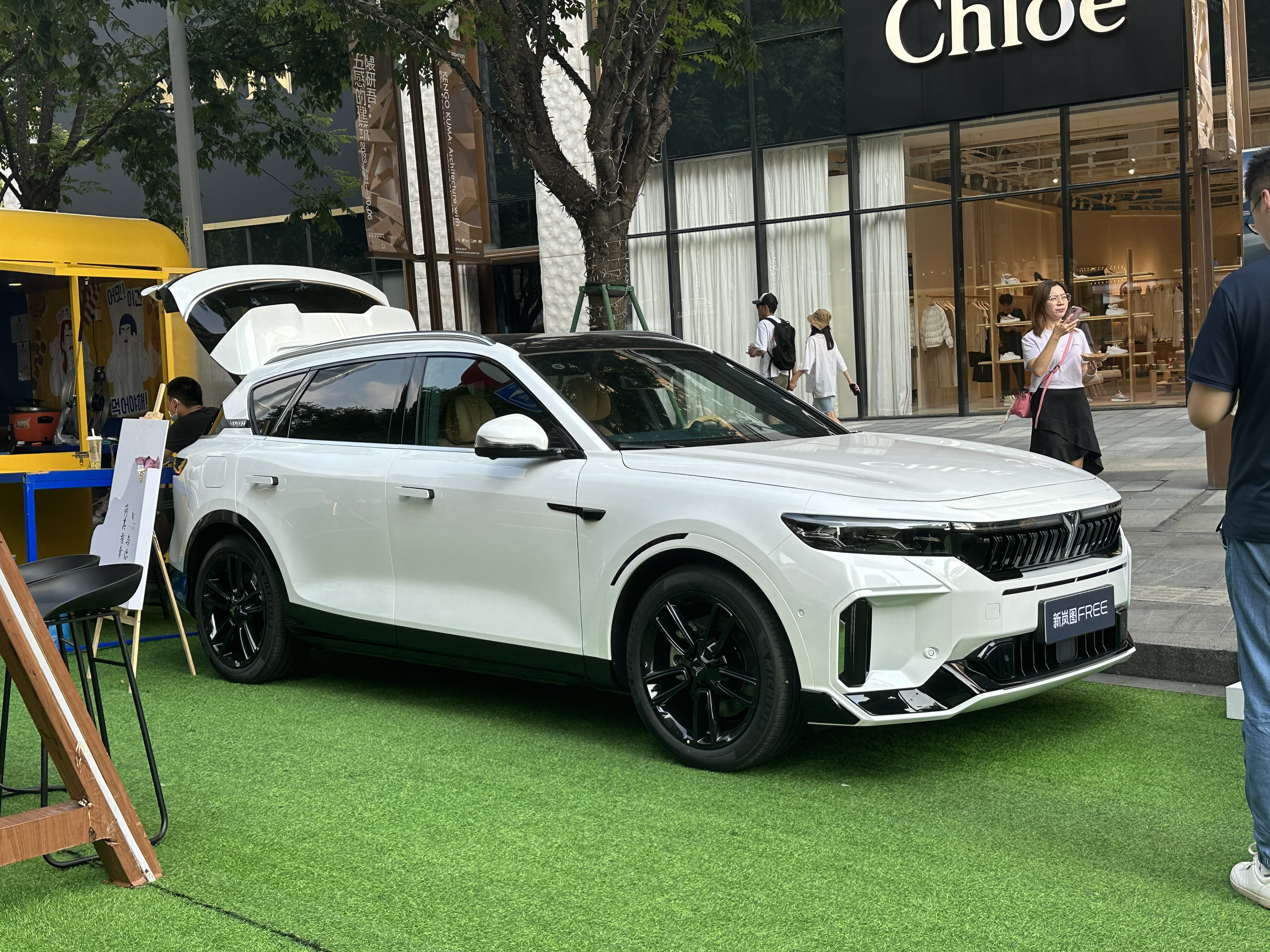
Voyah Free (2024)

Voyah (chiń. upr. 岚图) – chiński producent elektrycznych i hybrydowych samochodów osobowych z siedzibą w Yancheng działający od 2020 roku. Należy do chińskiego koncernu Dongfeng Motor.

## Historia

### Początki
W lipcu 2020 chiński państwowy koncern motoryzacyjny Dongfeng Motor ogłosił utworzenie nowej, luksusowej marki zaawansowanych technicznie samochodów elektrycznych Voyah. Przygotowanie do rynkowego debiutu poprzedziły rozpoczęte w 2018 roku przygotowania, za cel obierając takie firmy jak Li Auto, NIO czy Xpeng. Oficjalna inauguracja powstania marki Voyah miała miejsce we wrześniu 2020 podczas targów motoryzacyjnych Beijing Auto Show, podczas których firma przedstawiła dwa prototypy zwiastujące produkcyjne modele: sedana i-Land oraz SUV-a i-Free. Przy powstaniu stylistyki obu projektów zwiastujących seryjne modele zaangażowane zostało włoskie studio projektowe Italdesign Giugiaro.
Jeszcze podczas tego samego roku, w którym zainaugurowano powstanie marki Voyah, przedstawiono pierwszy produkcyjny model chińskiej firmy: dużego, elektrycznego SUV-a klasy premium Voyah Free. Sprzedaż i produkcja samochodu rozpoczęła się w lipcu 2021 roku, początkowo z myślą o rodzimym rynku chińskim, określając jednakże plany poszerzenia zasięgu rynkowego o Europę. Do skutku doszło to ostatecznie rok później, kiedy to we wrześniu 2022 oficjalnie rozpoczęła się sprzedaż oraz dystrybucja Voyaha Free na największym europejskim rynku dla samochodów elektrycznych, w Norwegii. 3 miesiące wcześniej, firma otworzyła w centrum Oslo reprezentacyjny salon sprzedaży.

### Ekspansja
W listopadzie 2021 firma przedstawiła swój drugi produkcyjny model w postaci luksusowego, dużego minivana o elektrycznym napędzie w postaci awangardowo stylizowanego modela Voyah Dreamer. Sprzedaż samochodu, tym razem z ograniczeniem wyłącznie do rynku chińskiego, rozpoczęła się w maju 2022 roku. Z końcem tego samego roku, w połowie grudnia 2022, chińska firma przedstawiła swój trzeci model - tym razem w postaci klasycznej, elektrycznej luksusowej limuzyny Passion. W tym samym czasie, na przełomie 2022 i 2023 roku, Voyah rozpoczął operacje na trzecim rynku zagranicznym, uruchamiając oficjalną dystrybucję swoich modeli w Rosji.  W lipcu 2023 marka z kolei uruchomiono dystrybucję na Białorusi oraz w Szwajcarii. W listopadzie tego samego roku z kolei warszawski dealer Auto Fus Group zainaugorował rozpoczęcie autoryzowanej sprzedaży Free w Warszawie.
22 stycznia 2024 roku Voyah i Huawei podpisały umowę o strategicznej współpracy w zakresie rozwoju cyfrowych technologii w oprogramowaniu kolejnych modeli firmy, korzystając z intefrejsu Huawei Inside. W kwietniu tego samego roku wielkość produkcji przekroczyła 100 tysięcy sztuk, z kolei w lipcu 2024 ofertę poszerzył pierwszy od ponad 2 lat zupełnie nowy model. Czwartym produktem w portfolio Voyaha został średniej wielkości SUV, Courage.

## Modele samochodów

### Obecnie produkowane

#### Samochody osobowe
- Passion

#### SUV-y
- Courage
- Free

#### Minivany
- Dreamer

### Studyjne
- Voyah i-Free (2020)
- Voyah i-Land (2020)